# Ceropegia pusilla
Ceropegia pusilla ist eine Pflanzenart aus der Unterfamilie der Seidenpflanzengewächse (Asclepiadoideae). 

## Merkmale

### Vegetative Merkmale
Ceropegia pusilla ist eine ausdauernde, nicht windende Pflanze mit einem knolligen Wurzelstock. Die Wurzelknolle hat 2 bis 3 cm Durchmesser. Die unverzweigten, behaarten Triebe wachsen aufrecht und werden nur etwa 5 bis 10 cm hoch. Die Internodien sind ziemlich kurz. Die ungestielten, auf der Oberseite behaarten Blätter bzw. Blattspreiten sind linealisch und 5 bis 8 cm lang.

### Blütenstand und Blüten
Der Blütenstand ist einblütig und nur kurz gestielt; die Stiele sind behaart und 6 bis 7 mm lang. Die fünfzähligen, zwittrigen Blüten sind zygomorph und besitzen eine doppelte Blütenhülle. Die Blütenkrone ist 2,5 bis 2,8 cm lang und außen kahl. Im unteren Teil sind die fünf Kronblätter zur Kronröhre (Sympetalie) verwachsen. Der untere Teil der Kronröhre ("Kronkessel") ist eiförmig angeschwollen mit einem maximalen Durchmesser von 5 mm. Der Kronkessel ist innen kahl und geht kontinuierlich in die eigentliche Kronröhre über; diese hat einen minimalen Durchmesser von 3 mm. Zur Mündung hin erweitert sie sich trichterförmig bis auf einen Durchmesser von 6 mm. Die Kronblattzipfel sind an der Basis dreieckig, 9 bis 13 mm lang und linealisch. Die Spitzen sind verwachsen, wodurch sich eine kugelige käfigartige Struktur ausbildet. Die zwei durch eine Mittelrippe getrennten Blättchen der Zipfel sind nach außen gebogen und kahl. Die Nebenkrone ist weitgehend tassenförmig verwachsen und ungestielt. Die Zipfel der interstaminalen Nebenkrone sind schmal dreieckig und gehen aus dem oberen Rand der verwachsenen Nebenkrone hervor. Sie stehen aufrecht, sind 1,5 mm lang, mittig eingeschnitten und bilden dreieckige Fortsätze. Die Zipfel der inneren staminalen Nebenkrone sind 2 mm lang, linealisch und leicht keulig endend. Sie stehen aufrecht und neigen sich über dem Gynostegium zusammen. 

### Früchte und Samen
Die paarigen Balgfrüchte sind 4 cm lang und haben einen Durchmesser von 5 mm. Die Samen sind breit eiförmig.

### Ähnliche Arten
Ceropegia pusilla gehört zusammen mit Ceropegia noorjahaniae, Ceropegia attenuata, Ceropegia jainii, Ceropegia mahabalei und Ceropegia spiralis zu einer Gruppe von Arten, die alle Wurzelknollen besitzen, kleinwüchsig und aufrecht wachsend sind, und linealisch geformte Blätter haben. Sie unterscheiden sich jedoch durch Details in der Blütenmorphologie.

## Geographische Verbreitung
Ceropegia pusilla ist in den indischen Bundesstaaten Karnataka (Mysuru-Distrikt), Kerala, Maharashtra, Punjab und Tamil Nadu verbreitet. 

## Taxonomie
Das Taxon wurde 1834 von Robert Wight und George Arnott Walker Arnott in den "Contributions to the Botany of India" erstmals beschrieben. Das Typmaterial stammt vom Piccarah river (nicht lokalisiert) aus den Nilgiri-Bergen.
Das Taxon wird sowohl von der Plant List wie auch von der Ceropegia Checklist als gültiges Taxon anerkannt.

## Belege